# Jack A. Cole
Jack A. Cole (nacido el 9 de octubre de 1938) es un detective y teniente retirado que trabajó para la Policía Estatal de Nueva Jersey por 26 años. Durante 12 años fue un agente antinarcóticos encubierto. Cole es exdirector ejecutivo y uno de los fundadores de Law Enforcement Against Prohibition (LEAP), una organización formada por policías retirados y en servicio, agentes de gobierno y de otras fuerzas del orden que se oponen a la actual Guerra contra las drogas.

## Educación y primeros años
Cole asistió a la Wichita High School East y recibió un máster de la Universidad de Massachusetts Boston.

## Carrera y activismo
Cole impartió cursos a nuevos reclutas de policía y a agentes veteranos sobre ética, integridad, toma de decisiones morales, y sobre los efectos perjudiciales del perfilado racial. Cole y su esposa residen en Boston, Massachusetts.
Cole ha escrito varios artículos acerca de la reforma de políticas de drogas. Cole tiene una licenciatura en Justicia Criminal y una maestría en Políticas Públicas de la Universidad de Massachusetts. Sostiene que los prejuicios raciales y de género de la policía, la brutalidad policial y la corrupción en la aplicación de la ley pueden empezar a resolverse si se pone fin a la prohibición de las drogas.